# 逃げろや逃げろ大レース
『逃げろや逃げろ大レース(原題:MOTOR MOUSE AND AUTO CAT)』は、アメリカ合衆国のテレビアニメ。1969年9月13日から1971年9月5日までABC放送で放送。日本では1971年9月12日から1972年1月23日までNHK総合『少年映画劇場』（日曜18:05 - 18:49）の第2部（第1部は『ぼくらのナニー』）で放送した。

## 概要
毎回、ネコの「オートキャット」が様々な自動車を製作し、オートバイを走らせるネズミの「モーターマウス」を捕まえようとするが、いつもいい所で失敗するというのが毎回のパターン。
北米では『Cattanooga Cats』、『Around the World in 79 Days』、『ラムヂーちゃん』(原題:IT'S THE WOLF)とのカップリングで放送された。日本では『ラムヂーちゃん』のみとのカップリングとなっている。

### 併映作品
- Cattanooga Cats - 擬人化された猫のロックバンド。雌猫グルーピー（追っかけの熱狂的ファン）に追いかけ回されている。日本未放映。
- Around the World in 79 Days - 「80日間世界一周」の主人公の孫で高等遊民のフィリアス・フォッグと報道記者のジェニーが、先祖の記録更新を目指す。捜査三課の警部とその部下に、人相のよく似た手配中の国際的な強盗一味と間違われ追跡される。同じく日本未放映。

## キャラクター
オートキャット(AUTO CAT)
声 - マーティ・インゲルス、 吹き替え： 山崎唯
この物語の主人公。タイムカードを押した後は、捕獲対象のはずのモーターマウスと普通に会話している。
モーターマウス(MOTOR MOUSE)
声 - ディック・カーティス、 吹き替え： 谷村昌彦
もう一人の主人公。原語では独特の方言でオートキャットに語りかける。

## スタッフ
- 製作 - ハンナ・バーベラ・プロダクション
- 日本吹替版制作 - NHKエンタープライズ

## 再放送用主題歌
- 「逃げろや逃げろ大レース」
- 歌:灘康次とモダンカンカン
- 因みにこの主題歌には、「気違い」という差別用語が含まれているため、現在は歌われない。

## 再放送
- マンガのくに（東京12チャンネル）
- まんがパレード(日本テレビ)

なお民放で再放送される際は、前述の主題歌が使用された。